# Віспоп
Віспоп (англ. Vispop) — це музичний жанр, який виник і став популярним у скандинавських країнах у середині 1960-х роках. Цей термін походить від слова віза, що позначає традиційну та популярну народну пісню Швеції. У Норвегії термін, що застосовується до цього типу акомпанованого співу, - visesang. Протягом 1970-х це був один із найпопулярніших жанрів музики в Скандинавії.

## Характеристика
Vispop, як правило, виконується автором-співаком, що грає на акустичній гітарі, а тексти пісень часто виражають соціальні коментарі. Такі музичні групи, як норвезька група Ballade! також трапляються.
Жанр можна порівняти з американським фолк-роком чи блюграсом.

## Список відомих виконавців

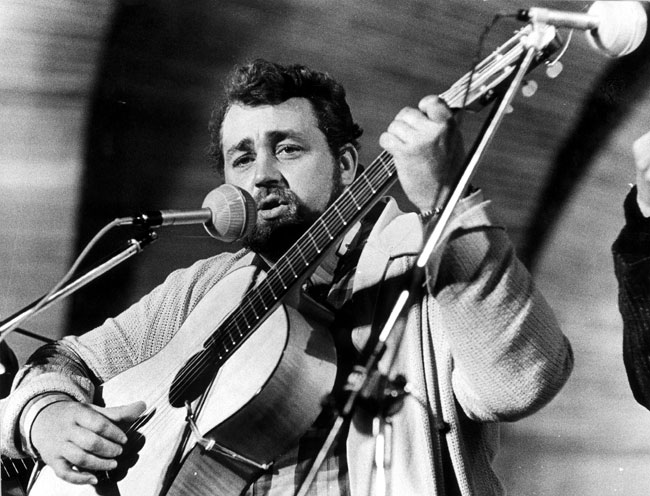
Корнеліс Вресвік у 1966 році

Норвегія
- Осе Клевеланд
- Ліллебьорн Нільсен
- Ян Еггум
- Ойштейн Зунде
- Альф Краннер
- Халвдан Сіверцен
- Фін Кальвік

Швеція
- Ліза Екдаль
- Тед Гардестад
- Уно Свеннінгссон
- Корнеліс Вресвейк
- Якоб Геллман